# Jonathan Herman
Jonathan Herman ist ein US-amerikanischer Drehbuchautor.

## Leben
Herman wuchs in Greenwich, Connecticut auf und schloss Mitte der 1990er Jahre ein Studium an der Tufts University ab. Jahre später zog er nach Los Angeles. Hier war er als Assistent tätig, bis er sich entschloss, als Drehbuchautor zu arbeiten. Zwei seiner Skripte konnte er später verkaufen, ohne dass diese bislang realisiert wurden. Seine erste Nennung als Drehbuchautor erfolgte schließlich im Zusammenhang mit dem Film Straight Outta Compton (2015). Hier wurde er hinzugezogen, um das vor kurz vor dem Produktionsbeginn vorliegende Material zu überarbeiten. Aktuell wird Herman mit der geplanten Realverfilmung des Anime Ghost in the Shell in Verbindung gebracht.
Zusammen mit den übrigen an der Entwicklung des Drehbuchs von Straight Outta Compton Beteiligten wurde Herman 2016 für den Oscar in der Kategorie Bestes Originaldrehbuch nominiert. Gemeinsam mit Andrea Berloff wurde er bei den Black Film Critics Circle Awards ausgezeichnet und sie erhielten eine Nominierung für die Satellite Awards 2015.